# أوميرا سانشيز
أوميرا سانشيز (بالإسبانية: Omaira Sánchez)‏ طفلة كولومبية (13 سنة) هزت صورها العالم في العام 1985 إثر نشوب رجليها تحت الانقاض التي أعقبت بركان نيفادو ديل رويز الذي خلف25 000 قتيل ودمر القرية المجاورة بأكملها، صدم العالم من المقطع الفيديو الي التقطها المصور فرانك فورنير وهي تحت الأنقاض وقد غطتها المياه حتى رقبتها، أصيبت في اليوم الثاني بغرغرينا برجلها ومع ارتفاع حرارة جسمها وبدأت بالهلوسة في اليوم الثالث حتى أنها قالت أنها لا تريد التأخر عن مدرستها حتى توفيت في تلك الليلة .

## انتقادات للحكومة
وجهت اتهامات للحكومة بأنها تقاعست عن التحذير عن فوران البركان ممى أدى إلى غرق البلاد في فوضى سياسية وحاصر أعضاء من حركة M-19 إثر وفاة اوميرا مبنى العدل الكولومبي وقتل أثر العملية 25 عضوا من الحركة الكولومبية المعارضة بالأضافة إلى 11 قتيلاً من قضاة المحكمة العليا .

## وصلات خارجية
مقطع الفيديو على اليوتيوب
http://www.youtube.com/watch?v=B0_K_3yz-QA